# Jugoslávská liga ledního hokeje 1974/1975
Sezóna 1974/1975 byla 33. sezónou Jugoslávské ligy ledního hokeje. Vítězem se stal tým HK Olimpija Ljubljana.

## Konečná tabulka
1. HK Olimpija Ljubljana
2. HK Jesenice
3. KHL Medveščak
4. HK Slavija
5. HK Partizan
6. HK Kranjska Gora
7. HK Crvena Zvezda Bělehrad
8. HK Triglav Kranj
9. HK Tivoli
10. HK Spartak Subotica
11. HK Vardar Skopje
12. KHL Mladost Zagreb
13. HK INA Sisak
14. HK Vojvodina Novi Sad